# 依諾增爵四世
諾森四世（拉丁語：Innocentius PP. IV；約1180年或1190年—1254年12月7日）原名西尼巴爾多·菲耶斯基（Sinibaldo Fieschi），1243年6月25日當選教宗，同年6月28日即位至1254年12月7日為止。

## 早年
諾森四世生于意大利北部利古里亚的小镇Manarola的封建主菲斯奇家族，青年时代在帕尔马和博洛尼亚接受教育，并成为当时最优秀的宗规专家。

## 在位期间

### 当选教宗
1241年，在位仅17天的雷定四世病故，宗座出缺长达一年之久。1243年，教宗选举方在阿纳尼举行。6月25日，时任Albenga总主教的西尼巴尔多·菲耶斯基当选教宗，结果于三天後宣布。“诺森四世”成为其名号。

### 第一次里昂大公会议
此时，教廷与神圣罗马帝国皇帝腓特烈二世的矛盾已经持续多年。諾森四世上任之后，与腓德烈二世的冲突逐渐难以调和，后者扬言要发兵捣毁罗马，废黜教宗。諾森四世遂于1244年迁往热那亚，第二年又移至法国里昂，并在法王路易九世的支持下于6月28日至7月17日召开大公会议，史称第一次里昂公會議。

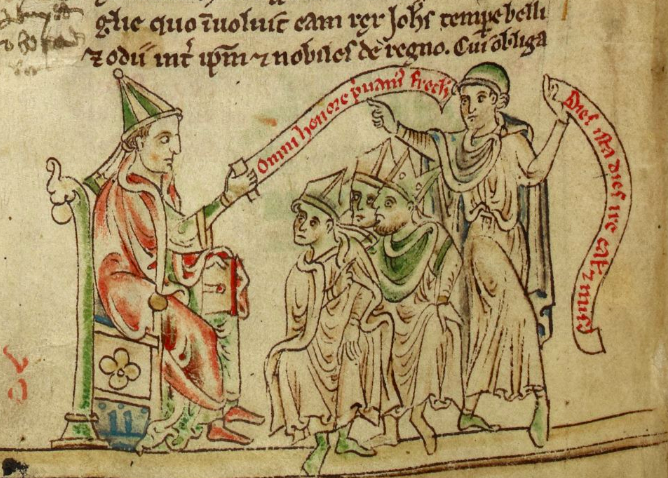
教宗依诺增爵四世於第一次里昂公會議中絕罰神聖羅馬皇帝腓特烈二世，取自馬修·帕里所著《英格蘭史》（不列顛图书馆藏，编号Royal MS 14 C VII）

会议决定对腓特烈二世处以绝罚。由此带来的纷扰直到1250年腓特烈二世病逝方才结束。諾森四世则在1251年方得以回到意大利。
大公会议上路易九世宣布准备发动新一轮十字军东征。

### 与蒙古帝国的接触
大公会议正值东方的蒙古帝国兴起。1241年，蒙古人侵入匈牙利，劫掠波兰，继而转向奧地利，欧洲一片恐慌。大公会议之后，诺森四世派遣柏郎嘉宾携教宗勅令前往蒙古帝国以说服蒙古统治者皈依天主教并停止对基督徒的杀戮。柏郎嘉宾在哈拉和林进谏大汗贵由，后者反于1246年用波斯语回信要求教宗和其他欧洲君主向蒙古臣服。这封信至今还保存在梵蒂冈。

### 第七次十字军东征
1248年，在诺森四世的支持下，路易九世发动了第七次十字军东征。结果军队遭遇瘟疫，并被埃及擊败，路易九世本人也被俘，后法国用重金将其赎回。

## 譯名列表
- 四世：天主教香港教區禮儀委員會：禧年專頁 （页面存档备份，存于）作。
- 因特四世：《世界人名翻譯大辭典》1993年版作因诺森特。
- 英四世：《大英簡明百科知識庫》2005年版作英诺森[永久]。
- 四世：香港天主教教區檔案　歷任教宗作诺森。
- 四世：天主教天津教区作。